# Reinbek
Reinbek est aussi le deuxième nom porté par le cargo Thielbek coulé avec le Cap Arcona et le Deutschland par la RAF le 3 mai 1945.
Reinbek (en allemand : /ˈʁaɪ̯nˌbeːk/ ? Écouter [Fiche]; bas-allemand : Reinbeek) est une ville allemande située dans le Land de Schleswig-Holstein. Elle fait partie de l'arrondissement de Stormarn. La commune fait également partie de l'agglomération de Hambourg.

## Histoire
Reinbek est mentionné pour la première fois dans un document officiel en 1238.

## Personnalités liées à la ville
- Maximilian Buhk (1992-), pilote automobile, né dans la ville
- Georges-Arthur Goldschmidt (1928), écrivain, essayiste et traducteur, citoyen d'honneur de la ville
- Norbert Meier (1958-), footballeur, né à Reinbek
- Noma Noha Akugue (2003-), joueuse de tennis, née dans la ville
- Bernhard Rogge (1899–1982), Amiral, mort à Reinbek
- Angela Sommer-Bodenburg (1948-), romancière, autrice de livres pour enfants, née à Reinbek
- Minna Specht (1879–1961), pédagogue, socialiste et résistante contre le nazisme, née à Reinbeck
- Jan van Aken (1961-), homme politique, né dans la ville
- Arthur Arno Wachmann (1902–1990), astronome

## Jumelages
- Koło (Pologne) depuis 1999

### Amitiés
- Täby (Suède) (jumelage de 1956 à 2011)
- Padasjoki (Finlande) depuis 1974